# Genesis Mining

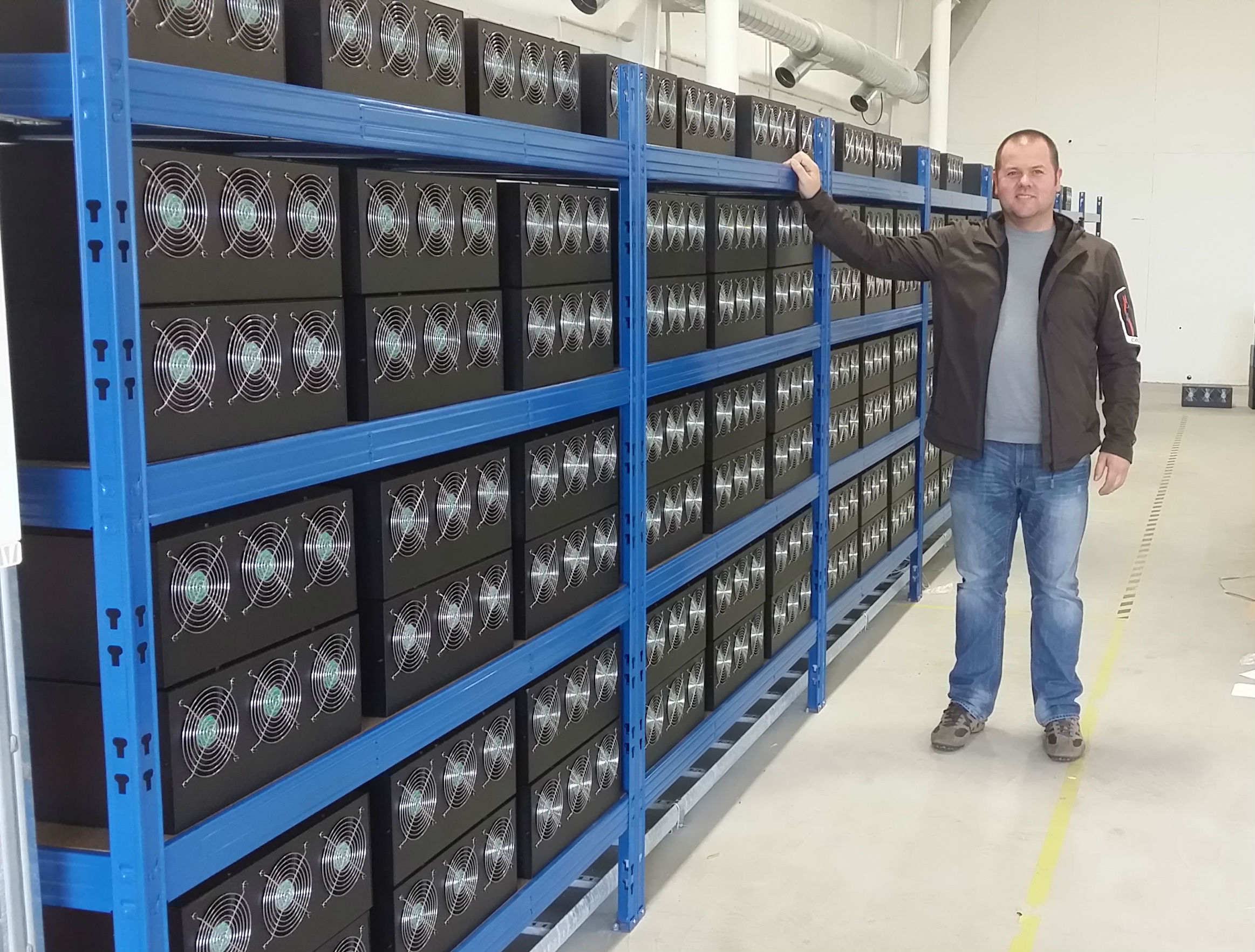
Майнинг-ферма Genesis Mining, расположенная в Исландии и состоящая из майнеров Zeus scrypt

Genesis Mining — компания, которая предоставляет облачные услуги майнинга криптовалют (прежде всего — Bitcoin), по состоянию на середину 2010-х годов является одной из крупнейших компаний облачного майнинга в мире. Основана тремя партнёрами, публично услуги начала предоставлять феврале 2014 года.
Дата-центр Genesis Mining называется Enigma и представляет собой одну из самых крупных в мире майнинг-ферм. На момент создания ее основным предназначением была добыча Эфириума, но ферма сейчас регулярно обновляется под работу с современными блокчейнами. В частности, оборудование позволяет майнить Monero, Dash, Zcash и т.д.
Энигма находится в Исландии и работает полностью на геотермальной энергетике – берет энергию из недр Земли. Это возобновляемый ресурс, относящийся к альтернативным источникам энергии.
Услуги Genesis Mining позволяют клиентам заключать контракты на облачный майнинг, получая в качестве вознаграждения биткойны и другие альтернативные криптовалюты с использованием облачных сетей. Майнинг-фермы располагаются в Исландии, Канаде и Боснии, офис фирмы — в Гонконге (компания покинула Нью-Йорк из-за т. н. BitLicense).
Поддерживает майнинг на базе алгоритмов scrypt и SHA-256. Поддерживается добыча следующих типов криптовалют (напрямую или посредством автоматического обмена): Bitcoin, Litecoin, Dash, Dogecoin, Monero.
По данным, приведенным директором Genesis Mining в интервью Business Insider, среди подобных компаний высок уровень мошенничества (некоторые облачные майнеры вообще не обладали майнинговыми мощностями)
Партнёрская программа позволяет получить скидку от 3 до 7 %.